# Dmitri Korybut

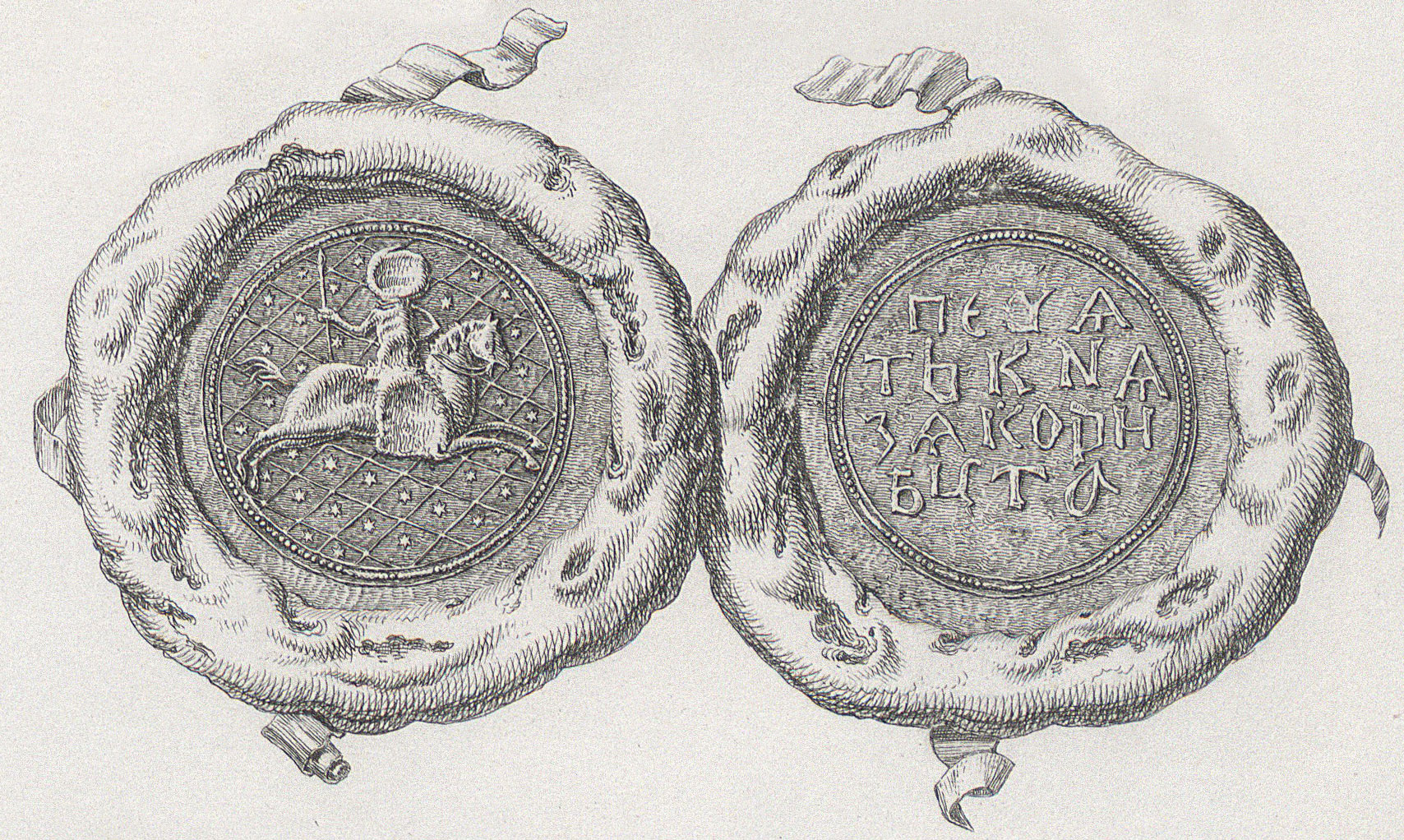
Sello de Korybut, 1385 (1841)

Korybut (1358/59-1404), también conocido por su nombre cristiano ortodoxo Dmitri Korybut, fue uno de los hijos de Algirdas, gobernante de Nóvhorod-Síverski hasta 1393.
Kaributas nació como fruto del segundo matrimonio de Algirdas con Uliana de Tver. Nacido como pagano, en 1386 fue bautizado en la ortodoxia y se convirtió en príncipe de Nóvhorod-Síverski. Adoptó el nombre cristiano Dmitri y desde entonces se encuentran referencias a él bajo el nombre de Dmitri Korybut (combinación de su nombre lituano eslavizado —Kaributas— y su nombre cristiano). Se casó con la princesa Anastasia, hija del gran príncipe Oleg del Principado de Riazán, con la que tuvo tres hijos y tres hijas entre los que estaban: Helena, Fiódor de Nesvizh, Sigismund Korybut (un reclamante a la corona bohemia) y Nastasia (última esposa del príncipe Fiódor de Kashin).
Murió en 1404.